# Wernitz (Gardelegen)
Wernitz ist ein Ortsteil der Ortschaft Mieste der Hansestadt Gardelegen im Altmarkkreis Salzwedel in Sachsen-Anhalt.

## Geographie
Wernitz, ein Dorf mit Kirche, liegt einen Kilometer nordöstlich von Mieste an der Bundesstraße 188 am nördlichen Rand des Naturschutzgebietes Ohre-Drömling in der Altmark. Die Kiesgrube Wernitz des Landesanglerverbandes Sachsen-Anhalt im Norden des Dorfes wird auch als Badegewässer genutzt.
Nachbarorte sind Mieste im Südwesten, Sichau im Norden, Solpke im Nordosten und Sachau im Südosten.

## Geschichte

### Mittelalter bis Neuzeit
Wernitz ist als Rundplatzdorf mit Kirche auf dem Platz entstanden, wie man aus dem Urmesstischblatt von 1823 ableiten kann.
Im Jahre 1472 wurde es als dat dorp Werntze erstmals erwähnt. 1687 wurde es Wernitze und 1804 Wernitz genannt. Das Dorf gehörte von vor 1472 bis 1857 den von Alvensleben zur Herrschaft Schloß Gardelegen, später zu Zichtau und zu Isenschnibbe und zu Weteritz. Von 1857 bis 1945 gehörte das Dorf der Familie Roth.
Bei der Bodenreform wurden 1945 erfasst: 67 Besitzungen mit unter 100 Hektar mit zusammen 659 Hektar und zwei Kirchenbesitzungen mit zusammen 77 Hektar. Aus der Bodenreform gingen 8,2 Hektar an fünf landarme Bauern mit Besitz unter fünf Hektar, 1,6 Hektar an drei landlose Bauern und Kleinpächter, sowie 0,6 Hektar an einen Industriearbeiter.
Noch 1957 wurde als zugehöriger Wohnplatz Breiteiche III aufgeführt, früher Wernitzer Kolonie Breiteiche genannt. Heute heißt er Kolonie Breiteiche III und gehört zur Kolonie Breiteiche in Mieste.

### Eingemeindungen
Ursprünglich gehörte das Dorf zum Salzwedelischen Kreis der Mark Brandenburg in der Altmark. Zwischen 1807 und 1813 lag es im Kanton Mieste auf dem Territorium des napoleonischen Königreichs Westphalen. Ab 1816 gehörte die Gemeinde zum Kreis Gardelegen, dem späteren Landkreis Gardelegen.
Die Gemeinde wurde am 25. Juli 1952 in den neuen kleineren Kreis Gardelegen umgegliedert. Am 15. März 1974 wurde Wernitz in die Gemeinde Mieste eingemeindet.
Zum 1. Januar 2011 wurde die Gemeinde Mieste zusammen mit 17 weiteren Gemeinden per Gesetz nach Gardelegen eingemeindet. So kam der Ortsteil Wernitz zur neu gebildeten Ortschaft Mieste und zur Hansestadt Gardelegen.

### Einwohnerentwicklung
| Jahr | Einwohner |
| ---- | --------- |
| 1734 | 176       |
| 1774 | 262       |
| 1789 | 131       |
| 1798 | 146       |
| 1801 | 143       |

| Jahr | Einwohner |
| ---- | --------- |
| 1818 | 152       |
| 1840 | 229       |
| 1864 | 249       |
| 1871 | 244       |
| 1885 | 265       |

| Jahr | Einwohner |
| ---- | --------- |
| 1895 | 350       |
| 1900 | [00]323   |
| 1905 | 287       |
| 1910 | [00]342   |
| 1925 | [00]355   |

| Jahr | Einwohner |
| ---- | --------- |
| 1939 | 399       |
| 1946 | 592       |
| 1964 | 412       |
| 1971 | 401       |
| 2012 | [00]218   |

| Jahr | Einwohner |
| ---- | --------- |
| 2017 | 224       |
| 2021 | [0]214    |
| 2022 | [0]215    |

Quelle, wenn nicht angegeben, bis 1971:

## Religion
Die evangelische Kirchengemeinde Wernitz gehörte früher zur Pfarrei Weteritz. Im Jahre 1995 wurde die Kirchengemeinde mit anderen zum Kirchspiel Solpke vereinigt, das heute vom Pfarrbereich Letzlingen im Kirchenkreises Salzwedel im Propstsprengel Stendal-Magdeburg der Evangelischen Kirche in Mitteldeutschland betreut wird.

## Kultur und Sehenswürdigkeiten
- Die evangelische Dorfkirche Wernitz stammt aus dem 19. Jahrhundert.
- Der Friedhof des Dorfes befindet sich auf dem Kirchhof.

### Gedenkstätten
Ein Gedenkstein direkt an der Bundesstraße 188 östlich von Wernitz und ein Gedenkstein auf dem Friedhof erinnern an jene 25 KZ-Häftlinge, die dem Todesmarsch zur Gardelegener Feldscheune entkommen waren und am 12. April 1945 von deutschen Fallschirmjägern in Wernitz „niedergemetzelt“ wurden. Sie sind auf dem Friedhof begraben.

## Sagen und Geschichten
Adalbert Kuhn schildert die mündlich überlieferte Sage „Der Brautstein bei Wernitz“. Den Namen Bruutsteen hatte der Stein bekommen, weil eine Braut einst an dieser Stelle mit Pferden und Wagen und allen Begleitern in Steine verwandelt wurde. Der Stein ist jetzt zwar zersprengt und weggeführt, aber die sechs Pferde, welche den Wagen zogen, so wie die ganze Schar der Begleiter liegen noch an der alten Stelle.
Wilhelm Zahn berichtet: „Ilse Marie Mewes, die Frau des Hans Peter Wäke hatte das Dorf Wernitz wiederholt angezündet. Sie wurde 1779 enthauptet und verbrannt. Auf der Richtstätte, einer Anhöhe nördlich von Weteritz auf dem Weg nach Solpke, erinnerte daran der Wäkesche Pfahl, der bis etwa 1830 dort gestanden hatte.“

## Wirtschaft
- Im Dorf gibt es eine Putenmastanlage.